# Rygge
Rygge é uma comuna da Noruega, com 73 km² de área e 13 753 habitantes (censo de 2004).         